# Genaphthona pryscilla
Genaphthona pryscilla es una especie de insecto coleóptero de la familia Chrysomelidae. Fue descrita en 1986 por Bechyne.